# Георги Търнев
Георги Василев Търнев е български революционер, поборник от Априлското въстание през 1876 г. Брат е на Христо Търнев, също участник във въстанието.
Георги Търнев е роден в град Пловдив през 1852 г. През май 1869 г. Георги и брат му стават членове на създадения по това време от Васил Левски Пловдивски революционен комитет. Ханът на двамата братя служи като скривалище на оръжия и муниции, предназначени за бъдещото въстание, в чиято подготовка взимат участие и те. В този хан намират убежище апостолите на свободата Васил Левски, Панайот Волов, Георги Бенковски и други войводи и четници. Когато Орчо войвода след падането на Панагюрище пристига в Копривщица, взима една брадва от близката къща и разбил вратата на аптеката на др. Спас Иванов, където били арестувани някои от въстаниците. Двама от тях – Христо Благоев и Георги Търнев – отиват и освобождават и затворените в храма „Св. Николай“.
След гибелта на Левски Георги емигрира във Влашко, където постъпва на служба в жандармерията, за да придобие военни знания. В края на 1875 година се завръща в Пловдив и двамата с брат си се залавят с хана. При обявяването на въстанието става четоводец на дружина от 60 души и се сражава с турците в Старо Ново село. След погрома на въстанието се присъединява в Копривщица към групата, предвождана от Каблешков, с намерение да емигрира в Румъния, но е убит от преследваща ги турска потеря.
След тежки преходи и сражения с потерите Георги Търнев и Стефан Почеков са убити на място на 8 май 1876 г. Каблешков и Найден Попстоянов попадат в плен, а убитите четници са обезглавени и главите им са отнесени като трофеи. Обезглавените трупове са намерени чак през 1944 г. и погребани на лобното им място, в местността Рогачева река при село Чифлик, Троянско.
На лобното място на бунтовниците Георги Търнев, Стефан Почеков и на заловения Тодор Каблешков е издигнат паметник. Намира се на 250 м южно от хижа „Хайдушка песен“.
На булевард „Васил Левски“, намиращ се северно от църквата „Св. Иван Рилски“ в Пловдив, е открита тържествено възстановената след вандализъм паметна плоча на братята Христо и Георги Търневи.